# 屠應塤
屠應塤（1489年—1529年），字文伯，號九峰，浙江嘉興府平湖縣人，軍籍，明朝政治人物。

## 生平
正德二年（1507年）丁卯科順天府鄉試第三十一名。正德六年（1511年）辛未科會試第四十三名，登進士第二甲第八名。授禮部祠祭司主事，请告归省，復除兵部职方司主事，十一年丁父憂，十四年服闋，改禮部精膳司员外郎，尋遷祠祭司郎中。嘉靖初以事贬揚州盐运使司判官，三年升镇江府同知，四年升河南按察司佥事，官至湖广屯田副使。嘉靖八年（1529年）致仕回鄉，生重病請醫生診視，得知若得乳香等藥則可治，藥銀一兩。應塤以所費數多，不肯出錢，數日後病卒。

## 家族
曾祖父屠湘，贈賢政大夫刑部尚書；祖父屠機，贈賢政大夫刑部尚書；父親屠勳，刑部尚書。嫡母陳氏（贈夫人）；嫡母林氏（贈淑人）；嫡母牛氏（封夫人）；生母楊氏。具庆下。兄屠奎，布政司參議；屠垔；屠壆；屠垕；屠垚，推官；屠堂。弟屠壂；屠應坤，贡士；應垹；應垣；應圻；應坊；屠應埈；應埏。
屠氏六兄弟：屠應塤、屠應坤、屠應圻、屠應坊、屠應埈、屠應埏。